# AS Val微聲自動步槍
 AS Val（俄語：Автомат Специальный Вал，意為：「巨浪」型特種自動步槍，GRAU编号6P30）是由蘇聯中央精密工程研究所於1980年代研製的一種特種步槍，發射俄製的9×39毫米特種彈藥。

## 歷史

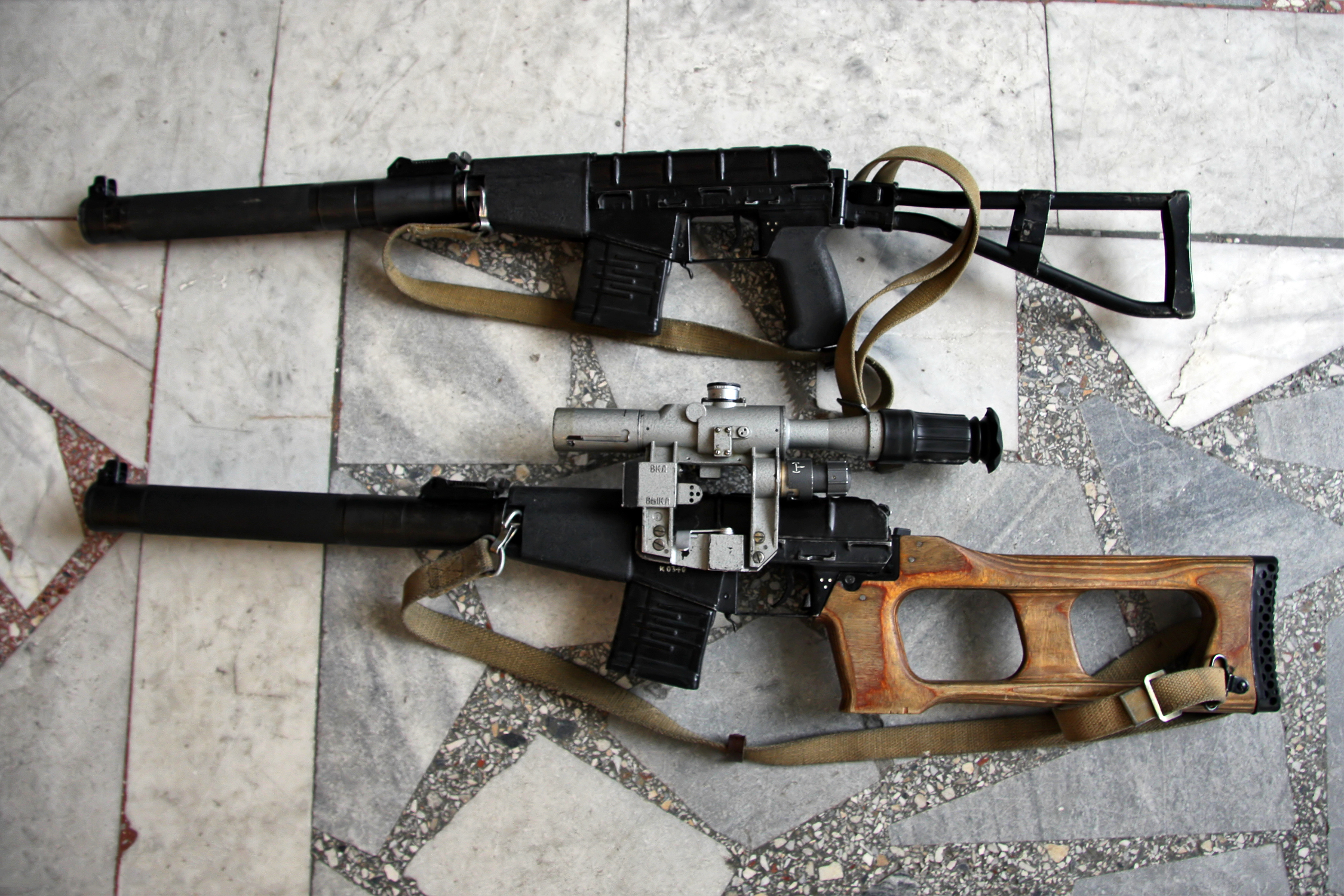
AS Val（上）及VSS Vintorez（下）

在1979年阿富汗戰爭期間，蘇聯特種部隊扮演了舉足輕重的角色，他們經常對敵軍實施秘密突襲和暗殺等行動。為了完成這些任務，蘇聯特種部隊經常都會配備一些裝上PBS-1快拆式消音器和發射亞音速彈藥的AKM突擊步槍。可是事實證明這種做法仍然微不足道，因為AKM在用作一件特種消音武器時仍存在著以下的問題：體積太大、太重和精度較低等，這些問題可能會對部隊的行動造成負面影響。因此，中央精密機械工程研究院於1980年代開始研製一款更有效的消音武器。最初，他們的工程師開發了以7.62×39毫米中間型威力槍彈作基礎的9×39毫米SP-5和SP-6亞音速彈，這些彈藥可分為重約16—17克的標準鉛彈或穿甲弹，初速約為280—300米／秒。
其後，中央精密機械工程研究院的工程師研製了一個發射9×39毫米彈藥的槍族，當中包括了VSS Vintorez微聲狙擊步槍和AS Val微聲自動步槍。這兩種武器皆採用相同的發射機制和與槍管一體化的消音器。

## 設計
AS Val是一款採用導氣原理、轉拴式槍栓方式運作，並配備一體化消音槍管的武器，其機匣是以經加工過的鋼料打造，長行程氣體活塞系統位於槍管上方，並連接到槍栓。其內部結構就像是AK步槍的縮小尺寸版本。該槍以10發或20發彈匣供彈，其拉機柄位於槍栓座右側、彈匣釋放按鈕位於彈匣插槽後方，保險裝置位於扳機護環上，而快慢機則在扳機護環裡面。該槍設有半自動和全自動兩種射擊模式，在全自動模式時的理論射速為900發／分鐘。另外，AS Val有70%的零件可與VSS Vintorez狙擊步槍通用。

## 瞄準設備
AS Val的機匣左邊附有瞄準鏡座可供用戶裝上各種光学瞄準鏡及夜視鏡，較常見的是俄製PSO-1光學瞄準鏡、USP-1（1P29）白光瞄準鏡、NSP-3或NSPU-3夜視瞄準鏡和Kobra紅點鏡，但也能夠通過安裝鏡橋以對應如EOTECH全息瞄準鏡等外國產品。

## 用戶
AS Val目前被俄羅斯聯邦安全局（ФСБ）、俄羅斯聯邦內務部（МВД）、俄羅斯聯邦國家近衛軍（ФСВНГ）和俄羅斯聯邦軍隊總參謀部情報部（ГРУ）等部門的特種部隊及俄羅斯軍隊的偵察部隊廣泛地使用，並曾參與在車臣、達吉斯坦和南奧塞梯等地的武裝衝突。另外，部份前蘇聯加盟共和國也有少量裝備AS Val。
據消息指，車臣分離主義叛軍也曾透過黑市獲得了一些AS Val。

## 衍生型
- ASM Val（6P30M）：現代化版本，配備30發彈匣與附有皮卡汀尼導軌的防塵蓋及護木。2018年開始交付部隊使用。

## 使用國

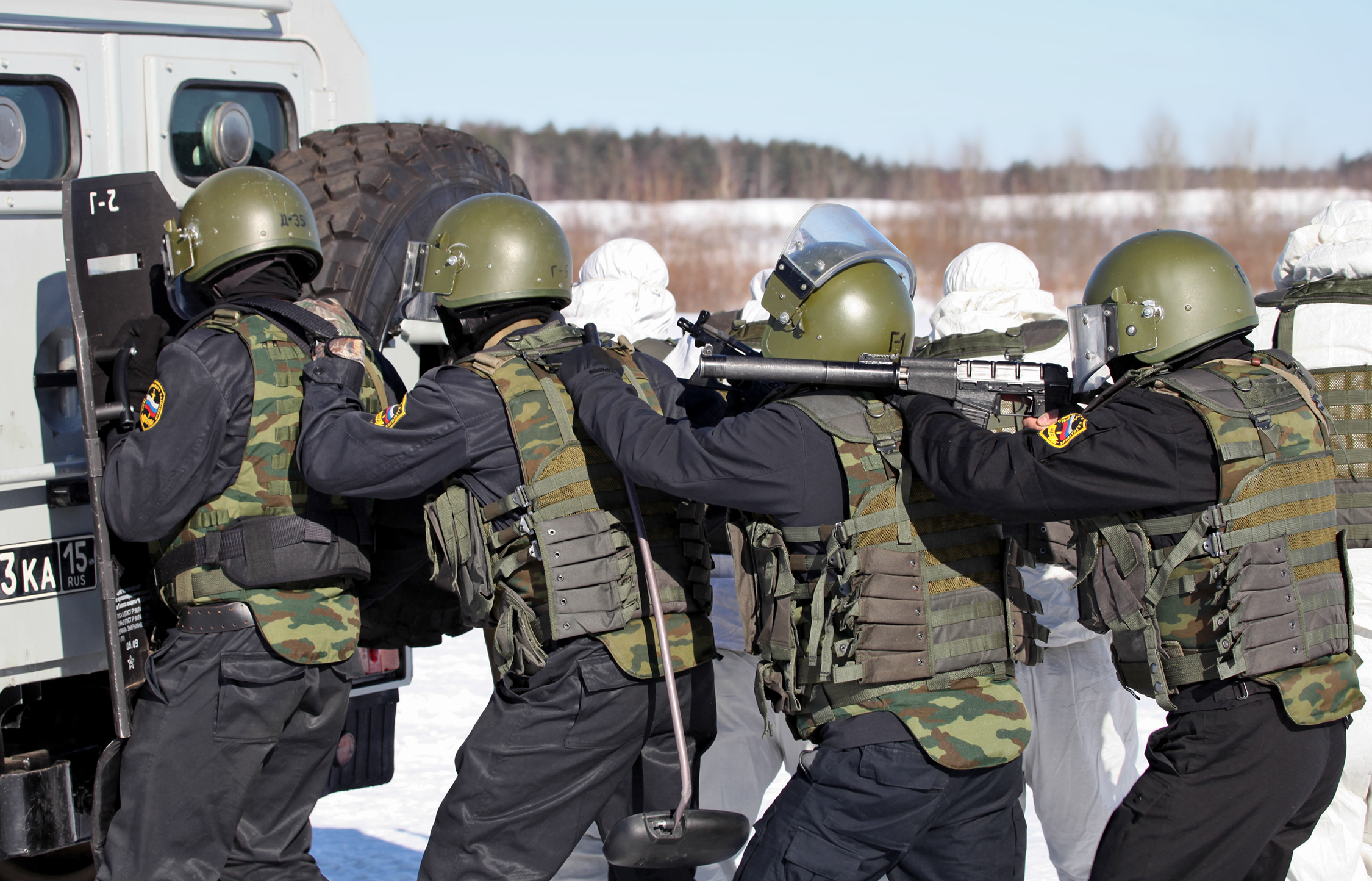
手持AS Val進行反恐演練的俄羅斯內衛部隊士兵

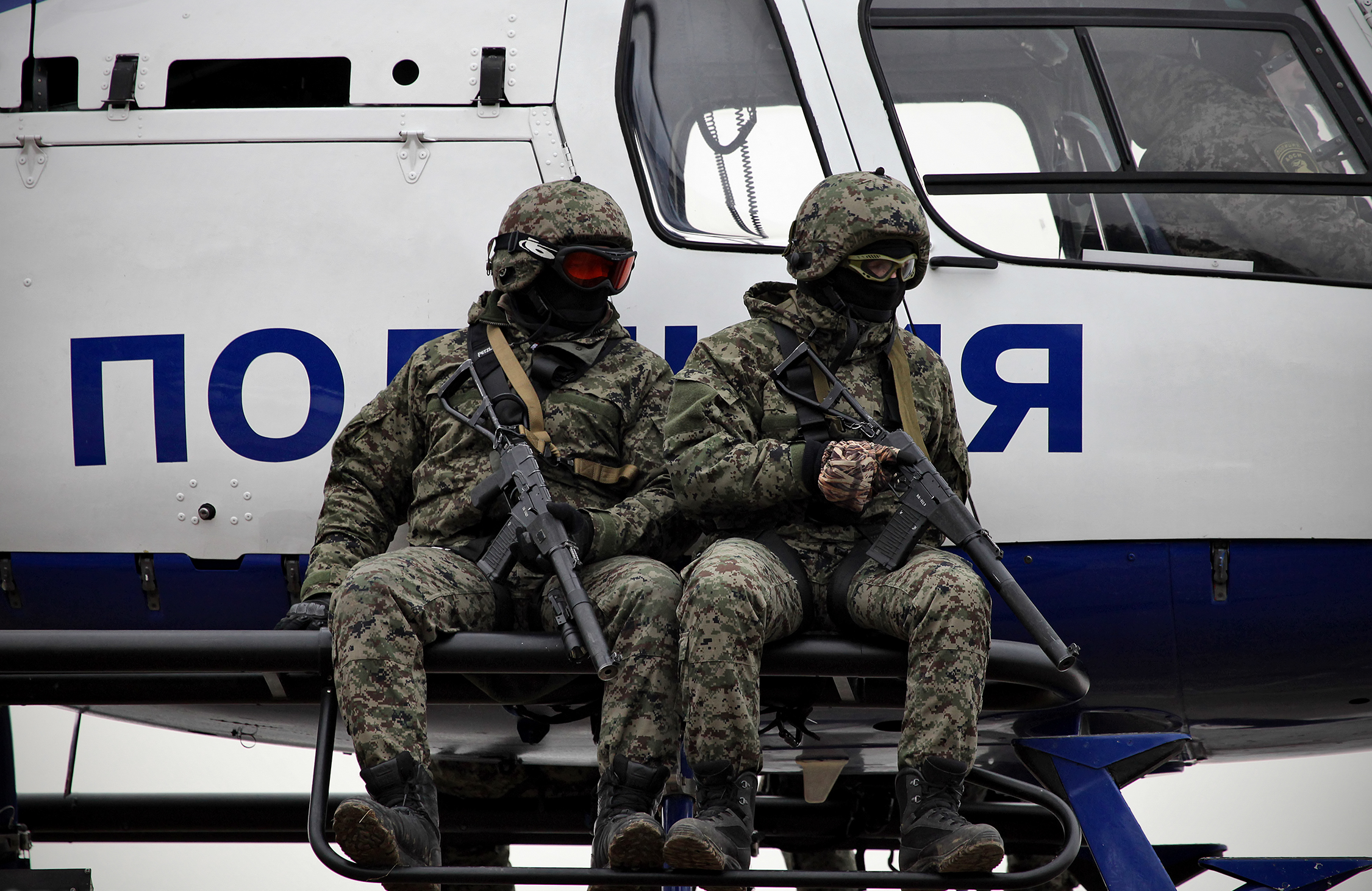
“羅斯”特別迅速應變分隊裝備的AS Val

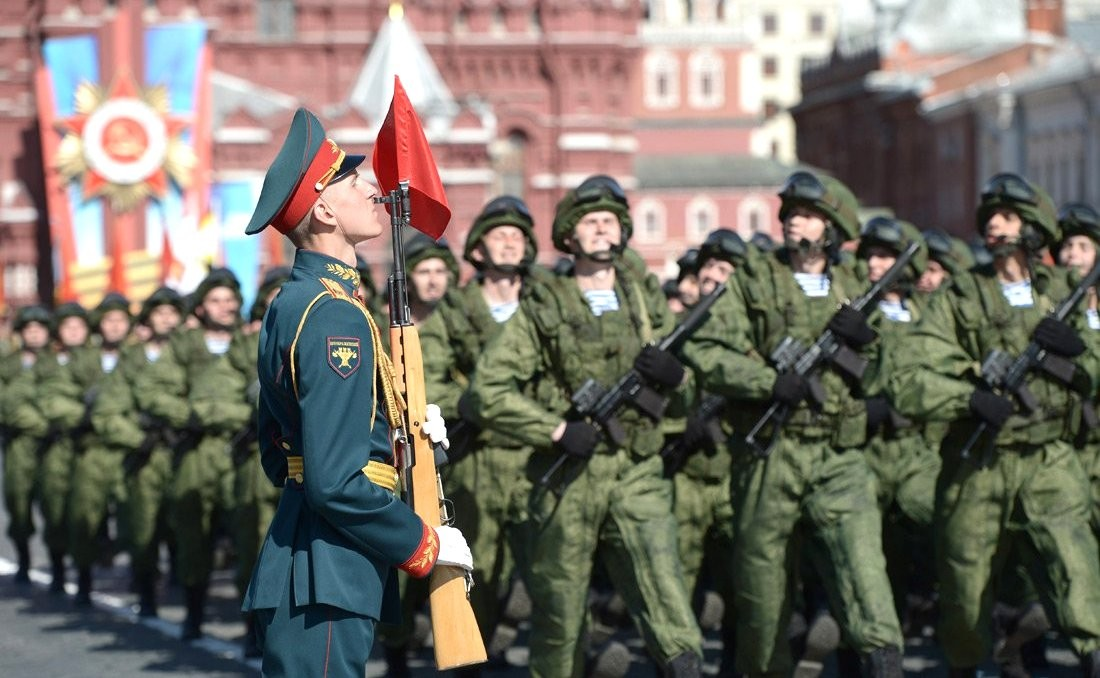
手持AS Val在紅場上閱兵的俄羅斯士兵

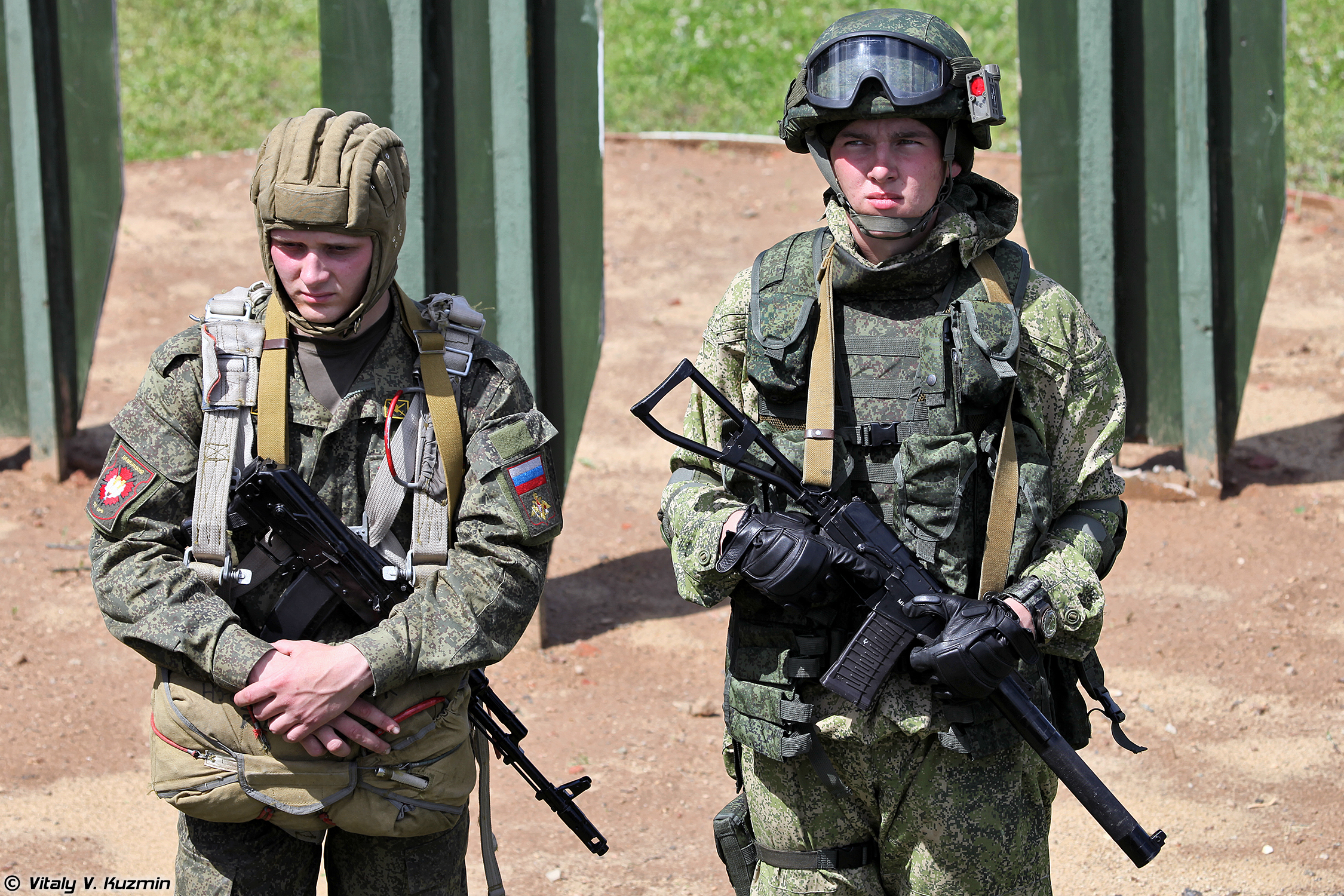
俄羅斯陸軍的第4近衛坦克師也裝備了AS Val

- 阿布哈茲
- 亞美尼亞
- 白俄羅斯
- 俄羅斯
  - 俄羅斯聯邦武裝力量
  - 俄羅斯聯邦安全局
  - 俄羅斯聯邦國家近衛軍
  - 俄羅斯聯邦內務部
  - 俄羅斯聯邦麻藥管制局（英语：Federal Drug Control Service of Russia）
- 叙利亚
- 乌克兰：2022年俄羅斯入侵烏克蘭期間自俄軍繳獲並投入使用。[2][3]
  - 烏克蘭武裝部隊

### 前使用國
- 苏联

## 流行文化

### 電影
- 2002年—《反恐戰線》：裝上PSO-1光學瞄準鏡，由俄军士兵艾云·叶尔马科夫（Ivan Yermakov，阿列克謝·恰多夫飾演）所使用。

### 電子遊戲
- 2007年—：命名為「VLA」。奇怪地在第一人稱視角的武器模組採用鏡像佈局（拋殼口、射擊選擇桿及拉機柄都在左邊）。
- 2011年—《3》：命名為“AS Val”，載彈量20+1發，單人模式時於“戰友”關卡當中由俄羅斯聯邦武裝部隊總參謀部情報局特工迪米特里·「帝瑪」·馬雅柯夫斯基所使用。聯機模式中被設定為個人防衛武器，於玩家等級到達45時解鎖。
- 2012年—《戰爭前線》：歸類為突擊步槍，命名為“AS Val”，啞黑色槍身并以華沙條約導軌加装导轨镜桥，為步槍手專用武器，使用20發彈匣供彈，POINT购买时限，并可以改装战术导轨配件（突击握把、突击握把架）以及瞄准镜（EoTech 553全息瞄准镜、绿点全息瞄准镜、ELCAN SpecterDS瞄准镜、红点瞄准镜、步枪高级瞄准镜、Trijicon ACOG瞄准镜），视为自带消音器与枪口制动器，同時擁有所有突擊步槍之中最高的腰射精度。
- 2013年—《4》：聯機模式當中為資料片《再次進擊》（"Second Assault"）中新增的武器，載彈量20+1發，被設定為個人防衛武器，僅工程兵可以使用，於完成小任務“副駕駛”后解鎖。
- 2013年—《2》：可改裝成VSS Vintorez狙擊步槍。
- 2014年—《合約戰爭》
- 2016年—《少女前線》：為四星人型，可由常規製造獲得
- 2016年—《逃離塔科夫》：命名為“AS Val”，可使用20發原裝塑料彈匣或30發SR-3 Vikhr專用彈匣供彈，並可裝上PSO-1瞄準鏡或其他俄係瞄具、皮卡汀尼導軌前護木、側鏡軌和M4型伸縮托桿等各種改裝零件。
- 2018年—《叛亂：沙漠風暴》：為叛軍專屬武器。
- 2018年—《地面部隊》：型號為AS Val及ASM Val。
- 2019年—：第六季新增武器，命名為“AS VAL”，可作定製改裝，包括改裝至類似VSS Vintorez狙擊步槍的武器。
- 2021年—《決勝時刻：Mobile》:命名為“AS VAL”，可作定製改裝，包括改裝至類似VSS Vintorez狙擊步槍的武器。
- 2021年—《和平精英》：命名为“AC-VAL”，使用9mm子弹，可配備握把、弹夹和红点全息，2-4倍镜使用。
- 2021年—《戰地風雲2042》：作為戰地風雲入口的武器登場。
- 2021年—《極地戰嚎6》：命名为“AS-VAL”
- 2024年—《決勝時刻：黑色行動6》：命名為“AS VAL”。
- 2024年—《三角洲行动》：命名为“AS-VAL突击步枪”。
- 2024年—《浩劫殺陣2：車諾比之心》：命名為「AS Lavina」。

## 另見
- 9×39mm
- VSS Vintorez
- 9A-91
- VSK-94
- SR-3 Vikhr

## 外部連結
- Modern Firearms（页面存档备份，存于）

- . world.guns.ru.   [2006-09-28]. （原始内容存档于2006-10-03）.
- . EnemyForces.net.   [2020-06-24]. （原始内容存档于2017-01-19）.
- .   [2020-06-24]. （原始内容存档于2009-10-08）.
- 槍炮世界—AS Val（页面存档备份，存于）